# Conservatoire hellénique
Le Conservatoire hellénique (en grec moderne : Ελληνικό Ωδείο, Ellinikó Odhío) fut fondé en 1919 à Athènes en Grèce par Manólis Kalomíris qui en assura la direction jusqu'en 1926 date à laquelle il fonda le conservatoire national. Localisée initialement dans la capitale grecque, l'institution ouvrit, par la suite, plusieurs écoles dans de nombreuses villes en Grèce et à Chypre.
Theodore Antoniou, Leonídas Kavákos, Leonídas Kanáris, Dimitri Terzakis (en) et Nana Mouskouri étudièrent au conservatoire hellénique.